# Pablo Gaglianone
Pablo Daniel Gaglianone De León (Montevidéu, 25 de abril de 1976) é um futebolista uruguaio que atua como meio-campo. Atualmente está no River Plate do Uruguai.